# Tamari Miyashiro
Tamari Miyashiro (Honolulu, 8 de julho de 1987) é uma jogadora de voleibol dos Estados Unidos que competiu nos Jogos Olímpicos de 2012.
Em 2012, ela fez parte da equipe americana que conquistou a medalha de prata no torneio olímpico.